# سفارة دولة فلسطين لدى الصين
سفارة دولة فلسطين لدى الصين هي الممثلية الدبلوماسية العُليا لدولة فلسطين لدى الصين. تقع السفارة في منطقة سانليتون في بكين.